# Цілуються зорі
«Цілуються зорі» (рос. «Целуются зори») — радянський художній фільм 1978 року, знятий на кіностудії «Мосфільм» за однойменною повістю Василя Бєлова.

## Сюжет
Старий колгоспник Єгорович, бригадир Микола Іванович і тракторист Льошка на кілька днів приїжджають в місто. Тут з ними відбувається ряд курйозних подій, але вони з винахідливістю виплутуються з несподіваних ситуацій і повертаються додому.

## У ролях
- Борис Сабуров —  Єгорович
- Іван Рижов —  Микола Іванович
- Андрій Смоляков —  Льошка  (озвучує Володимир Носик)
- Марія Скворцова —  Настасья
- Олена Рубцова —  Якимівна
- Катерина Вороніна —  Фаїна
- Анатолій Переверзєв —  Дем'янчук
- Михайло Кокшенов —  Стас
- Борис Левінсон —  дантист
- Геннадій Матвєєв —  хлопець в ресторані
- Олександр Пятков —  співак в ресторані
- Степан Крилов —  старий з морозивом
- Леонід Куравльов —  епізод
- Олексій Ванін —  пасажир на пароплаві
- Микола Морошков —  міліціонер на мотоциклі
- Станіслав Міхін —  лейтенант міліції

## Знімальна група
- Автор сценарію:  Василь Бєлов
- Режисер-постановник: Сергій Никоненко
- Оператор-постановник: Анатолій Заболоцький
- Художник-постановник:  Іполит Новодерьожкин
- Композитор:  Володимир Мартинов
- Диригент:  Костянтин Кримець